# ГЕС 14 de Julho
ГЕС 14 de Julho — гідроелектростанція на південному сході Бразилії у штаті Ріу-Гранді-ду-Сул. Знаходячись після ГЕС Monte Claro, становить нижній ступінь у каскаді на річці Das Antas, яка є лівим витоком Taquari, що в свою чергу є лівою притокою річки Жакуй (впадає в лиман Гуаїба сполученого з Атлантичним океаном озера-лагуни Патус біля столиці провінції міста Порту-Алегрі).
В межах проекту Das Antas перекрили греблею із ущільненого котком бетону висотою 33 метри та довжиною 250 метрів. Вона утримує водосховище з площею поверхні 5 км2 (за іншими даними — 6,6 км2) та об'ємом 55 млн м3 (корисний об'єм 4,7 млн м3).
Від сховища ресурс подається до машинного залу через прокладений у правобережному гірському масиві дериваційний тунель, при цьому вихід відвідного тунелю знаходиться всього за 0,3 км від водозабірної споруди та за 11 км від греблі по руслу річки.
Машинний зал, споруджений у підземному виконанні, обладнали двома турбінами типу Каплан потужністю по 51,8 МВт, які при напорі 31,7 метра забезпечують виробництво 438 млн кВт-год електроенергії на рік.